# Смирнов, Игорь Алексеевич
Игорь Алексеевич Смирнов (род. 6 июля 1944 года, Москва, РСФСР, СССР) — российский художник-карикатурист, академик Российской академии художеств (2012).

## Биография
Родился 6 июля 1944 году в Москве.
В 1974 году — окончил Московское государственное академическое художественное училище памяти 1905 года.
В 2002 году — избран членом-корреспондентом, в 2012 году — академиком Российской академии художеств от Отделения графики.
С 1988 года — член Московского союза художников, с 1989 года — член Союза журналистов СССР.
Академик Французской академии карикатуры, член Международной Академии культуры.

## Творческая деятельность
Основные произведения: карикатуры, плакаты и иллюстрации в газетах «Комсомольская правда», «Красная звезда», «Правда», «Известия», «Московские новости», «Общая газета», журналах «Крокодил», «Веселые картинки», «Красный крест», «Отчизна» (с 1971 г.)
Публикация графических работ в библиотеке «Красной звезды» — «Самая красивая атака» (1973 г.), «В Сирии и Ливане» (1983 г.), «По велению сердца» (1985 г.), «Мужество и мастерство» (1985 г.)
Иллюстрации: «Голубая книга» М. Зощенко (1996 г.), «77» (Басни) С. Михалкова (1998 г.), «Рассказы» О. Генри (1995 г.), «Этюды об ученых» Я. Голованова (2003 г.)

## Награды
- Медаль за участие во Второй международной выставке «Сатира в борьбе за мир» (1973 г.)
- Медаль за участие в фестивале сатиры и юмора в г. Габрово (Болгария, 1977 г.)
- 3-я премия на международном конкурсе карикатуры газеты «Иомиури» (г. Токио, Япония, 1980 г.)
- 4-я премия на международном конкурсе карикатуры г. Анкона (Италия, 1981 г.)
- 2-я премия на международном конкурсе карикатуры на Кубе (1987 г.)
- 1-я премия на фестивале юмора г. Мельбурна (Австралия)